# Jan Petralia
Jan Petralia es un deportista belga que compite en duatlón. Ganó una medalla de plata en el Campeonato Europeo de Duatlón de Media Distancia de 2019.

## Palmarés internacional
| Campeonato Europeo | Campeonato Europeo | Campeonato Europeo | Campeonato Europeo |
| Año                | Lugar              | Medalla            | Prueba             |
| ------------------ | ------------------ | ------------------ | ------------------ |
| 2019               | Viborg (Dinamarca) | Medalla de plata   | Individual         |